# Vlatko Stefanovski
Vladimir "Vlatko" Stefanovski (makedonsko Влатко Стефановски), makedonski etno rock jazz fusion kitarist, skladatelj, pevec in virtuoz, * 24. januar 1957, Prilep, SFR Jugoslavija. 
Stefanovski je bil ustanovni član skupine Leb i sol, s katero je med letoma 1978 in 1991 posnel 13 albumov. Trenutno koncertira s svojim VS Triom, v akustičnem partnerstvu z Miroslavom Tadićem, sklada pa tudi glasbo za film in gledališče. Njegov brat Goran Stefanovski je dramatik.
V svoji karieri je sodeloval s številnimi znanimi izvajalci, kot so Londonski simfonični orkester, MDR Leipzig Simphony Orchestra, Monte Carlo Philcharmony Orchestra, Tonkunstler orchestra from Vienna, Simphonieta Orchestra from Sophia, Orkester Slovenske filharmonije, Student symphony orchestra from Skopje Macedonia, FoolCool Jazz big band, Big Band RTV Slovenija, Jazz orkestar Hrvatske radiotelevizije, RTV Srbija Big band, Big Band Orkestra Slovenske vojske, Tommy Emmanuel, Stochelo Rosenberg, Gibonni, Jan Akkerman, Theodosii Spassov, Stefan Milenković, Kudsi Erguner, Bojan Z., Manu Katche, Toni Levin, ...

## Življenjepis

### Zgodnja leta
Stefanovski se je rodil leta 1957 v Prilepu, kitaro pa je začel igrati, ko mu je bilo 13 let. Najprej je sodeloval v skupinah VIS Jegulje, Iris in Breg, preden je leta 1976 soustanovil skupino Leb i sol.

### Začetek kariere in etno rock (1976–1979)
Javnosti je postal znan kot član skupine Leb i sol, ki je bila njegova četrta skupina. Prvi singl skupine, "Devetka/Nie Cetvoricata", ki je izšel leta 1977, je že prikazoval njegove kitarske kvalitete, čeprav je bil Stefanovski takrat star 19 let. Avgusta 1977 so nastopili kot predskupina zasedbe Bijelo dugme. Čeprav je bila skupina Leb i sol v tistem času širši javnosti še neznana, naj bi bilo tako občinstvo, kot Bijelo dugme presenečeno nad njihovo izvedbo skladbe "Kokoška".
V zgodnjih letih je bil Stefanovski med kreatorji glasbenega stila etno rock. Stil je karakteriziran z zmesjo klasičnega rocka z elementi ljudske glasbe, v njegovem primeru z elementi makedonske ljudske glasbe. V tem stilu so Leb i sol posneli prva dva albuma, Leb i sol ter Leb i sol 2. Njihov tretji album, Ručni rad, se je odmaknil od etno rocka in usmeril bolj v jazz fusion.

### Obdobje novega vala (1980–1986)
Po odhodu klaviaturista Kokana Dimuševskega iz skupine so Leb i sol pričeli z vključevanjem novega vala, kar jih je postavilo ob bok skupinam Azra, Haustor in drugim. Kljub temu so v svoji glasbi ohranili nekaj elementov etno rocka, kar lahko opazimo v njihovi predelavi makedonske ljudske pesmi »Ajde sonce zajde«, ki je izšla na albumu Beskonačno.
Leta 1985 je Stefanovski odigral kitarski solo na skladbi »Za milion godina« superskupine YU Rock Misija, kar je bil jugoslovanski prispevek Band Aidu Boba Geldofa.

### Obdobje pop rocka (1987–1991)
Konec 80. let je Stefanovski vse bolj prevzemal umetniško usmeritev skupine in prispeval skoraj vse pesmi. Vsi takratni albumi so vsebovali vokalne pesmi, v nasprotju z zgodnjim obdobjem skupine, ko je bila skoraj vsaka pesem zgolj instrumentalna.

### Konec Leb i Sola, začetki solo kariere (1991–1995)
V 90. letih se je Stefanovski bolj usmeril v stranske projekte. Napisal je nekaj soundtrackov za filme in igre, več pa je tudi sodeloval z drugimi glasbeniki. V tem času je koncertiral z Leb i sol, vendar skupina ni izdala nobenega novega albuma. Edini novi material, ki ga je skupina izdala, je bila njihova verzija makedonske ljudske pesmi »Uči me majko, karaj me«.
Stefanovski je v tem času izdal tudi debitantski solo album, Cowboys & Indians, ki je prejel zmerne kritike. Nekatere skladbe z njega še vedno tvorijo običajen koncertni repertoar tudi danes, med njimi naslovna skladba in balada »Kandilce«.

### Folk Revival, VS Trio in solo kariera (1996–danes)
Po odhodu iz skupine Leb i sol se je Stefanovski lotil novih projektov. Od leta 1998 je koncertiral in sodeloval s kitaristom Miroslavom Tadićem, s katerim izvajata pretežno makedonske ljudske pesmi. V nasprotju s prejšnjimi projekti sodeluje pri tem projektu skoraj izključno z akustično kitaro.
S svojim VS Triom se je Stefanovski vrnil k svojim zgodnjim koreninam etno rocka. Debitantski album zasedbe leta 1998 je prejel dobre kritike in pripomogel k definiranju novega zvoka Stefanovskega. V tem času je posnel več solo albumov pod svojim imenom. Zvok na teh albumih se je gibal od popa na albumu Kula od karti do čistega bluesa na albumu Thunder from the Sky.
Leta 2006 je odšel na obuditveno turnejo z Leb i sol, ki je potekala po nekdanjih jugoslovanskih državah. Po turneji je zasedba nadaljevala z delovanjem, vendar brez Stefanovskega.
Leta 2012 je Stefanovski s Tommyjem Emmanuelom in Stochelom Rosenbergom osnoval novo skupino Kings of Strings, s katero se je marca podal na turnejo.

## Oprema
Stefanovski je v svoji karieri uporabljal več različnih kitar in ojačevalcev. Med njegove najljubše kitare sodijo Gibson Les Paul Custom 1959, Gibson SG, Fender Stratocaster, Fender Telecaster, Pensa Suhr, Gibson L-5 in kitare Radulovic, Yamaha, Hamer, MK kitare in njegova glasna kitara, Leo Scala Signature VS. Med ojačevalce, ki jih uporablja na koncertih, spadajo DV Mark Bad Boy, Vox AC30, Fender '57 Twin, MK signature VS Overdrive special, Fender Deluxe Reverb 57', Fender Hot Road Deville in Marshall JCM800.

### Efekti
Efektov ne uporablja zelo veliko. Med njegove glavne pedale pa spadajo Fulltone Full-Drive Mosfet 2 10th Anniversary, Dunlop Crybaby, Boss DD-7, Boss CH-1, Boss CS-3 in Turbo Rat.

## Izbrana diskografija
| - Zodiac (1990) z Bodanom Arsovskim - Cowboys & Indians (1994) - Sarajevo (1996) - Gypsy Magic (1997) - Krushevo (1998) z Miroslavom Tadićem - V. S. Trio (1998) - Live in Belgrade (2000) z Miroslavom Tadićem - Journey to the Sun (2000) - Kino Kultura (2001) - Kula od karti (2003) - Treta majka (2004) z Miroslavom Tadićem - Thunder From The Blue Sky (2008) z Janom Akkermanom - Leb i sol (1978) - Leb i sol 2 (1978) - Ručni rad (1979) - Beskonačno (1980) - Sledovanje (1981) - Akustična trauma (1982) - Kalabalak (1983) - Tangenta (1984) - Zvučni zid (1985) - Kao kakao (1987) - Putujemo (1989) - Live in New York (1991) - Anthology (1995) | - Šmeker (1985) - Za sreću je potrebno troje (1986) - Zaboravljeni (1989) - Klopka (1990) - Početni udarac (1991) - Suicide guide (1996) - Nebo gori modro (1996) - Gipsy magic (1997) - 3 Summer Days (1997) - Journey to the Sun (1998) - Skyhook (2000) - Serafim, the Lighthouse Keeper's Son (2002) - Zodiac (1989) - Vakuum (1996) - Dabova šuma (1998) - Busava Azbuka (1985) - Cirkus (1979) z Leb i sol - Vjetar (1990) - Volim vodu (2002) |